# Notorious (singolo Duran Duran)
Notorious è un singolo del gruppo musicale britannico Duran Duran, pubblicato nell'ottobre 1986 come primo estratto dall'album omonimo.
Fu un successo commerciale in tutto il mondo, posizionandosi al settimo posto nella classifica britannica, al secondo in quella statunitense e al primo in Italia.

## Il brano
Notorius segnò una nuova fase nella carriera dei Duran Duran, che si presentarono per la prima volta come trio, senza Roger Taylor e Andy Taylor, nonostante il contributo di quest'ultimo alle registrazioni del nuovo album. La band si avvalse della collaborazione di Nile Rodgers degli Chic come produttore e chitarrista, il quale portò le proprie influenze funk nella musica del gruppo.
Grazie al Synclavier, un dispositivo di campionamento musicale che permetteva diversi "trucchetti" tipo copia ed incolla, proprio come avviene oggi con un qualsiasi programma di video-scrittura, Rodgers fu in grado di aggiungere al brano un suono alquanto originale al tempo: il risultato fu il celebre "No-No-Notorious". Il programma era già stato sperimentato in passato con i singoli The Reflex e The Wild Boys.
(John Taylor, Nel ritmo del piacere)

## Video musicale
Il videoclip del brano è stato diretto da Peter Kagan & Paula Greif e possiede una certa somiglianza con il video che lo stesso duo aveva realizzato pochi mesi prima, Higher Love di Steve Winwood. Notorius è stato girato utilizzando una cinepresa Super 8, con tagli rapidi e cambi di zoom e messa a fuoco. Le immagini mostrano i Duran Duran che eseguono la canzone su un palcoscenico, con sullo sfondo ballerine vestite in modo succinto.  Le coreografie di danza sono curate da Paula Abdul.
Nelle scene all'aperto con la band appare la giovane modella Christy Turlington. Le foto di queste sessioni sono state utilizzate per la copertina dell'album Notorius.

## Tracce
7" Single
1. Notorious – 3:58
2. Winter Marches On – 3:25

12" Maxi
1. Notorious (Extended Mix) – 5:14
2. Notorius (45 Mix) – 3:58
3. Winter Marches On – 3:25

## Formazione
Duran Duran
- Simon Le Bon – voce
- John Taylor – basso
- Nick Rhodes – tastiera

Altri musicisti
- Warren Cuccurullo – chitarra
- Andy Taylor – chitarra
- Nile Rodgers – chitarra
- Steve Ferrone – batteria
- The Borneo Horns – ottoni
- Curtis King – cori
- Brenda White-King – cori
- Tessa Niles – cori
- Cindy Mizelle – cori

## Classifiche
| Classifica (1986) | Posizione massima |
| ----------------- | ----------------- |
| Australia         | 17                |
| Austria           | 14                |
| Belgio (Fiandre)  | 6                 |
| Canada            | 10                |
| Finlandia         | 4                 |
| Francia           | 37                |
| Germania          | 12                |
| Irlanda           | 5                 |
| Italia            | 1                 |
| Norvegia          | 4                 |
| Nuova Zelanda     | 6                 |
| Paesi Bassi       | 6                 |
| Regno Unito       | 7                 |
| Spagna            | 9                 |
| Stati Uniti       | 2                 |
| Svezia            | 2                 |
| Svizzera          | 4                 |

## Nella cultura di massa
- Il film Donnie Darko (2001) presenta la canzone durante una scena in cui il gruppo di ballo della sorella di Donnie si esibisce in un talent show[10][11] e Donnie brucia una casa di oratori motivazionali.
- Il singolo postumo del rapper The Notorious B.I.G. del 1999 Notorious B.I.G. contiene un campionamento del brano.
- È stato inoltre utilizzato alla fine del trailer del film biografico Notorious B.I.G. (2009).